# Sant Vicenç dels Horts
Sant Vicenç dels Horts (em catalão e oficialmente) ou San Vicente dels Horts (em castelhano) é um município da Espanha na comarca de Baix Llobregat, província de Barcelona, comunidade autónoma da Catalunha. Tem 9,16 km² de área e em 2021 tinha 28 115 habitantes (densidade: 3 069,3 hab./km²).